# Уразбоев, Урал Камолович
Уразбоев Урал Камолович (узб. Urazboev Ural Kamolovich; род 16 мая 1973 года, Джизакский район, Джизакская область, УзССР, СССР) — узбекский политический деятель, преподаватель. Депутат Законодательной палаты Олий Мажлиса Республики Узбекистан. Член Народно-демократической партии Узбекистана. Член Комитета по труду и социальным вопросам.

## Биография
Урал Камолович окончил Джизакский государственный педагогический институт в 2005 году. В1993 году начал работать государственного автомобильного контроля джизакского областного управления внутренних дел. С 1997 по 2007 году работал ответственным секретарем, председателем махалинского схода граждан «Гандумтош» Джизакского района. В 2007-2011 годах был руководителем организационно-контрольной группы хокимията Джизакского района. В 2012 году был назначен на должность заведующего архивом хокимията Джизакской области.В 2012-2017 годах был председателем Джизакского районного отдела общественного благотворительного фонда «Махалла». В 2017 году стал председателем Джизакского областного отдела Народно-демократической партии Узбекистана, депутатом Кенгаша народных депутатов Шараф-Рашидовского района. С 2018 года работает депутатом Кенгаша народных депутатов от Народно-Демократической партии Узбекистана.